# Бхаджа-говиндам
Моха-мудгара («Разрушение иллюзии», буквально «Молот заблуждения» или «Молот, (дробящий) заблуждение»), часто название даётся по первой строчке: Бхаджа-говиндам («Славь Говинду») — популярная индуистская композиция (гимн-наставление) VIII века на санскрите, посвящённая Кришне (Говинда — одно из его имён), авторство приписывается философу и религиозному реформатору Шанкаре. Произведение призывает к бхакти (преданности) Кришне, которая считается весьма важной для духовного развития, особенно в бхакти-йоге и движении бхакти. К XVII—XVIII веку Моха-мудгара становится хрестоматийной, обязательной для изучения молодыми людьми высших сословий.

## Легенда
Существует легенда о происхождении этой песни. Как-то раз Шанкара, в сопровождении своих учеников, шёл по улице в священном городе Варанаси (он же Каши) и наткнулся на старого учёного, зубрящего правила грамматики санскрита (или заставлявшего своих учеников учить их). Посочувствовав, Шанкара посоветовал учёному не тратить время в его возрасте на грамматику, а обратить разум к божеству Говинде. В этой связи и был написан гимн.
Считается, что Шанкара кроме первой строфы, являющейся рефреном, сочинил ещё двенадцать — эта часть называется «Гимн-двенадцатицветие» («Двадаша-манджарика-стотра»), его ученики прибавили каждый по строфе — получился «Гимн-четырнадцатицветие» («Чатурдаша-манджарика-стотра»). В результате в полном варианте около 30 строф. Обе части могли исполняться и записываться как вместе, так и по отдельности. Строфы и их части перемещались по тексту, появлялись новые.

## Переводы на европейские языки
Моха-мудгара привлекла к себе внимание уже первых европейских исследователей индийской литературы. Впервые её перевод на английский язык был дан в 1798 году основоположником европейской научной индологии Уильямом Джонсом. На основе перевода Джонса вскоре появились переводы на немецкий (Юлиус Клапрот, 1802), французский (Л. Ланглэ, 1807), несколько стихов было переведено и на русский (Иван Мартынов, 1805).
Первый российский индолог Герасим Лебедев стал вторым европейцем, осуществившим перевод с санскритского текста (не позднее 1815), это первый известный перевод непосредственно с санскрита на русский.
Джонс и Лебедев основывались на одном и том же кратком варианте текста. Французские и немецкие переводы 1830—1840-х годов воспроизводили и другие версии. В первые десятилетия XIX века Моха-мудгара часто печаталась в Европе.